# Estação Iztapalapa
A Estação Iztapalapa é uma das estações do Metrô da Cidade do México, situada na Cidade do México, entre a Estação Atlalilco e a Estação Cerro de la Estrella. Administrada pelo Sistema de Transporte Colectivo, faz parte da Linha 8.
Foi inaugurada em 20 de julho de 1994. Localiza-se no cruzamento da Avenida Ermita-Iztapalapa com a Rua Hombres Ilustres. Atende os bairros San Pablo e El Santuario, situados na demarcação territorial de Iztapalapa. A estação registrou um movimento de 3.267.242 passageiros em 2016.
A estação recebeu esse nome por estar situada na demarcação territorial de Iztapalapa. O nome da demarcação é derivado dos vocábulos náuatles iztapalli (laje ou placa), atl (água) e pan (acima), que juntos significam nas lajes de água ou água em lajes. A toponímia de Iztapalapa alude à sua antiga posição ciliar do Lago de Texcoco.